# اس‌ام‌اس هابسبورگ
اس‌ام‌اس هابسبورگ (به انگلیسی: SMS Habsburg) یک کشتی بود که طول آن ۳۷۵ فوت ۱۰ اینچ (۱۱۴٫۶ متر) بود. این کشتی در سال ۱۹۰۰ ساخته شد.